# Split
Split ([splît]ⓘ, en griego antiguo: Ασπάλαθος, Aspálathos; en latín: Spalatum; en italiano: Spalato; en español: Espalato) es una ciudad situada al sur de Croacia, puerto marítimo de la costa dálmata, en el mar Adriático. Cuenta con 221 456 habitantes, según el censo de 2007.
Es la principal ciudad de la región de Dalmacia, la capital del condado de Split-Dalmacia y la segunda ciudad más populosa del país, después de Zagreb, de la que dista 380 km. Es un importante puerto pesquero y base naval del Adriático, así como un centro cultural y turístico importante; la ciudad antigua es una joya arquitectónica, declarada Patrimonio de la Humanidad en 1979. En su entorno existen astilleros, fábricas de cemento y de plástico, industrias madereras, vitivinícolas y de la alimentación.

## Historia
La ciudad creció alrededor de la casa de descanso del emperador romano Diocleciano, quien nació cerca de allí en el año 245 d. C. Se retiró en el año 305 al palacio que había construido cerca de Salona y fue sepultado allí en el 313. El palacio fortificado se convirtió después en una fábrica de uniformes romanos y en el núcleo de la ciudad. A principios del siglo VII, después de que la cercana ciudad romana de Salona fuera saqueada por los ávaros (nómadas de Asia central), los refugiados convirtieron el palacio en una ciudad fortificada y el mausoleo de Diocleciano en la catedral de la ciudad. La ciudad era completamente neolatina a finales del siglo VII.
A pesar de que la ciudad quedó bajo soberanía bizantina desde 812 hasta 1089, Spalato conservó su autonomía política, como ciudad "Comune" de los dálmatas italianos.
A finales del siglo VIII, se inició la eslavización de la ciudad, que quedó plasmada parcialmente en la arquitectura de algunas iglesias. A inicios del siglo XII, los pueblos de Dalmacia fueron gobernados por los húngaros, pero Spalato pudo redactar sus propias leyes municipales en 1312, y hasta acuñó su propia moneda. En 1420, los venecianos obtuvieron la soberanía de Dalmacia, y aunque respetaron la autonomía de la ciudad, incluyendo sus leyes, el gobierno municipal fue dirigido siempre por un príncipe-capitán veneciano. Durante todos estos gobiernos venecianos, la ciudad prosperó y se extendió más allá de las murallas, con hermosos edificios y un alto campanario. Algunas familias venecianas se trasladaron a Spalato, donde formaron parte de la aristocracia local.
En el siglo XV, los turcos otomanos llegaron a Dalmacia, y aunque se apoderaron del corazón de la región, no entraron en Spalato, que permaneció bajo el dominio de Venecia. Para 1718 las guerras turco-venecianas acabaron con la presencia del invasor en Dalmacia, y Spalato continuó oficialmente bajo la soberanía de Venecia hasta 1797, cuando Napoleón Bonaparte disolvió la República de Venecia, y Dalmacia quedó en posesión de Austria, según lo estipulado en el Tratado de Campo Formio. Sin embargo, tras la batalla de Wagram en 1809, Austria perdió Spalato, que quedó bajo control francés, integrada primero en el "Reino napoleónico de Italia" y luego en las Provincias Ilirias.
Para 1813, la ciudad se encontraba de nuevo bajo dominio austríaco.

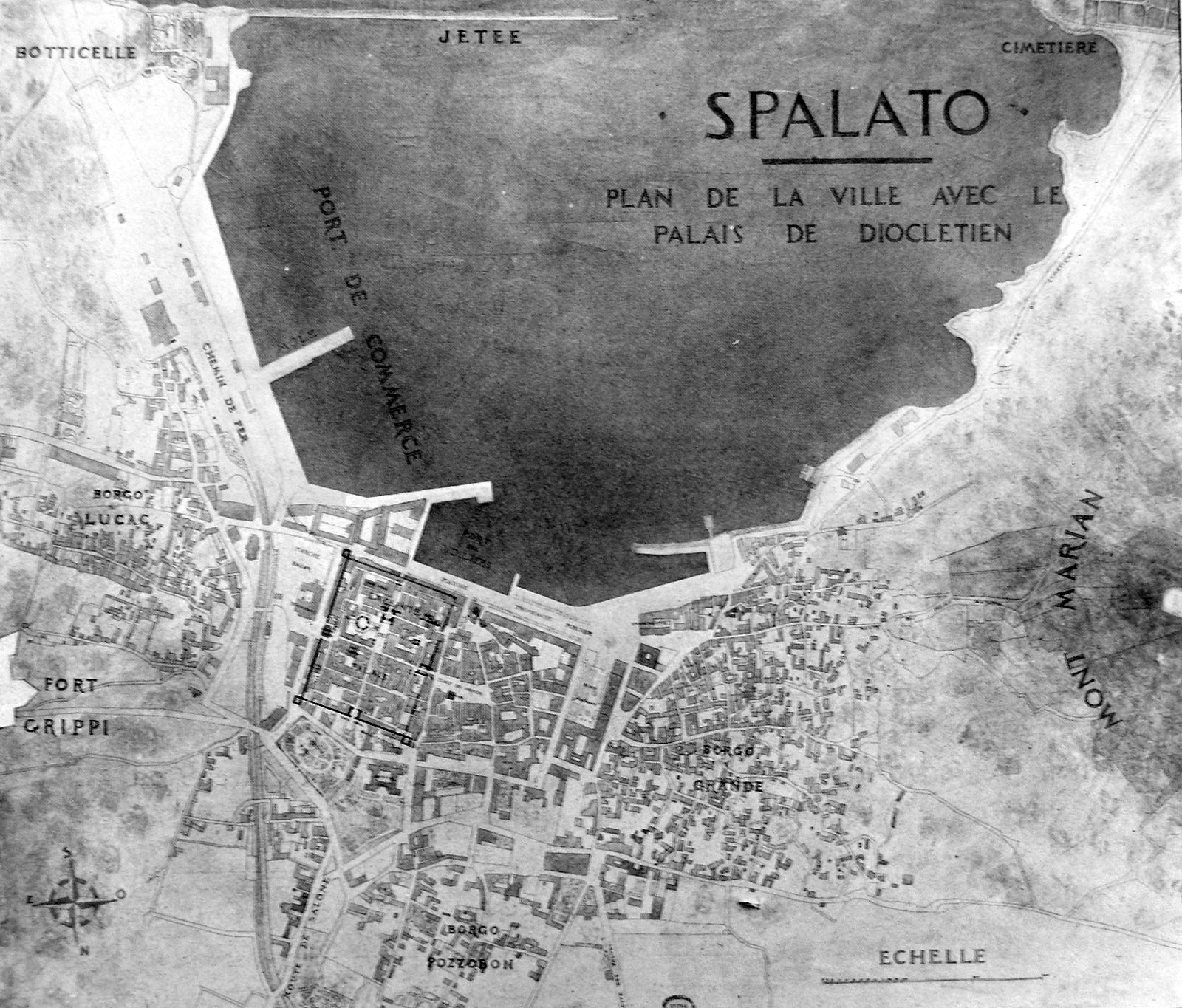
Mapa de Spalato en 1912, con los barrios "italianos" de Borgo Grande, Borgo Pozzobon, Borgo Luca, Botticelle y del palacio de Diocleciano

En esos años empezó a inurbarse en masa la población croata del interior de Dalmacia, disminuyendo así el porcentaje italiano de la población de Spalato (hasta entonces mayoritario en el área urbana), y en 1880 el último alcalde de etnia italiana, Bajamonti, fue substituido por uno croata. Todavía en el censo austríaco de 1910 quedaban 2082 italianos de un total de 21 670 habitantes de Spalato, y la topografía de la ciudad era completamente italiana en los nombres de los barrios. La ciudad fue cambiando de manos en varias ocasiones entre el Imperio austríaco (1797-1806), el Primer Imperio francés (1806-1814) y, tras el Congreso de Viena, en 1815, pasó durante un siglo al Imperio austrohúngaro, hasta su disolución en 1918, en el que pasó a Montenegro dentro del Reino de los Serbios, Croatas y Eslovenos, futura Yugoslavia.
Tras la Primera Guerra Mundial y la disolución del Imperio austrohúngaro, la provincia de Dalmacia, incluida Spalato, pasó a formar parte del Reino de los Serbios, Croatas y Eslovenos (Reino de Yugoslavia).
Tras la anexión de Fiume (Rijeka) y Zara (Zadar) —las otras dos ciudades importantes de la región junto con Spalato— por Italia, Spalato fue renombrada oficialmente "Split" (en croata) en 1919 y se convirtió en el principal puerto de Yugoslavia y en la capital de Banovina Litoral. La línea de ferrocarril de Lika que conectó la ciudad con el resto del país fue inaugurada en 1925. Con el acuerdo Cvetković-Maček, Split se convirtió en parte de una nueva unidad administrativa, la Banovina de Croacia, fruto de la unión de Banovina Litoral, Sava y algunas zonas aledañas pobladas por croatas.
Casi la mitad de los italianos de Spalato huyeron al Reino de Italia, a consecuencia del nacionalismo croata en esos años, y favorecieron el irredentismo italiano hacia Spalato.
Con la invasión de Yugoslavia por parte de los ejércitos del Eje, los italianos ocuparon la ciudad en abril de 1941, y un mes más tarde la anexaron formalmente a la Gobernación de Dalmacia del Reino de Italia. 

Pero el ejército italiano encontró una moderada resistencia entre los habitantes de Split de etnia croata, uniéndose una parte de ellos a los partisanos de Josip Broz Tito: hasta los equipos de fútbol locales croatas, el HNK Hajduk Split, y el RNK Split, rehusaron participar en la liga italiana, suspendiendo sus actividades, para más tarde unirse también a los partisanos (posteriormente el Hajduk se convirtió en el equipo oficial del movimiento de los partisanos).

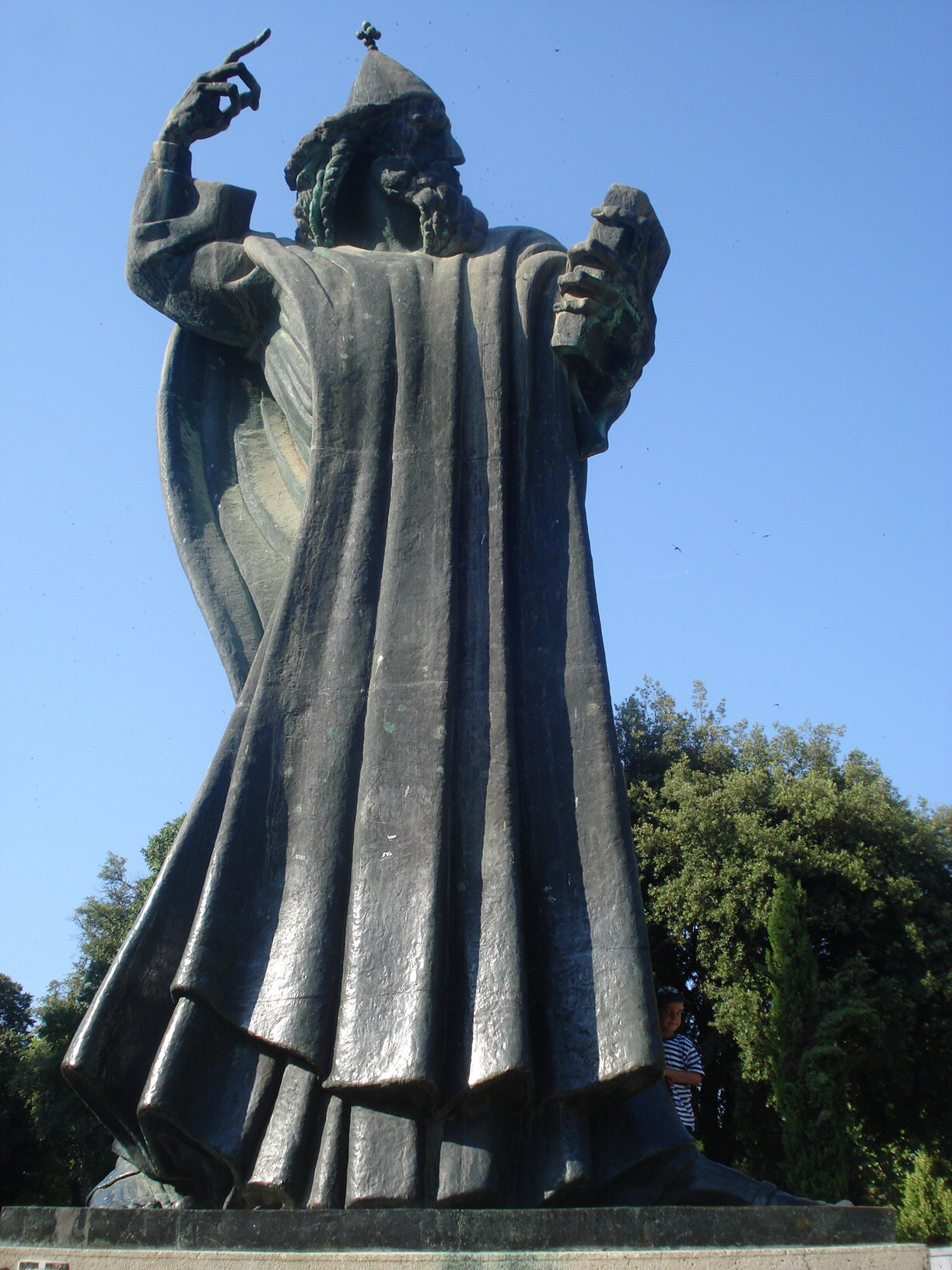
Una de las estatuas más famosas de la ciudad es la de Gregorio de Nin, obispo croata. La estatua fue realizada por el más famoso escultor croata Iván Mestrović. Se cree que si le frotas el pulgar se te concede un deseo.

En septiembre de 1943 Italia capituló y la ciudad fue ocupada por las brigadas del comunista Tito, una semana más tarde el profascista Estado Independiente de Croacia ocupó la región. Algunas zonas de la ciudad antigua y del puerto fueron dañadas durante esta ocupación por los bombardeos alemanes y aliados, causando cientos de muertos. Los partisanos titinos entraron finalmente en la ciudad el 26 de octubre de 1944. El 12 de febrero de 1945, una incursión de la Kriegsmarine atacó el puerto de Split dañando el crucero británico Delhi. Hasta el fin de la guerra, Split fue la capital provisional de Croacia.
Entre 1945 y 1990, Split fue el centro administrativo de Dalmacia.
En 1979 Split albergó los VIII Juegos Mediterráneos. En ese mismo año, el núcleo histórico de Split con el Palacio de Diocleciano fue declarado Patrimonio de la Humanidad por la Unesco.
En el Palacio de Diocleciano se grabaron varias escenas de la serie Juego de Tronos.
Split tiene varias iglesias antiguas como SV Nikola y Gospa od Zvonika, museos y una galería dedicada al escultor croata Ivan Meštrović, que se encuentra en la villa que era propiedad del escultor, y varias de sus obras adornan la ciudad. La ciudad de Klis, cercana a Salona, tiene las ruinas de un fuerte romano del siglo V. La antigua ciudad textil de Sinj, situada 30 km al noreste de Split, es famosa por su Sinjska Alka, un torneo medieval que se celebra anualmente, el 15 de agosto, para conmemorar la victoria en la batalla de 1815 sobre la administración otomana.

## Geografía

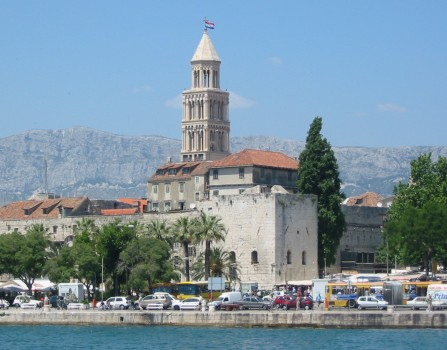
Colinas de Split, al fondo.

Split está situado en una península entre la parte oriental del golfo de Kaštela Split y el mar Adriático. Los puntos orográficos más destacables son la colina de Marjan, de 178 m, que se eleva en la parte occidental de la península, y las crestas Kozjak, de 779 m; y Mosor, de 1339 m.

### Clima
Split tiene un clima de transición entre el clima mediterráneo (Csa) y el clima subtropical húmedo (Cfa) según la clasificación climática de Köppen, porque solo un mes de verano tiene menos de 40 mm de lluvia con veranos secos y cálidos (con temperaturas que suben hasta los 42 °C en julio) e inviernos húmedos. La precipitación media anual es 806,2 mm. La vegetación es de tipo mediterráneo siempre verde, y la flora subtropical (palmeras, agaves, cactus) crece en la ciudad y sus alrededores.
| Parámetros climáticos promedio de Split (1971−2000 normales, extremas 1948−2020) | Parámetros climáticos promedio de Split (1971−2000 normales, extremas 1948−2020) | Parámetros climáticos promedio de Split (1971−2000 normales, extremas 1948−2020) | Parámetros climáticos promedio de Split (1971−2000 normales, extremas 1948−2020) | Parámetros climáticos promedio de Split (1971−2000 normales, extremas 1948−2020) | Parámetros climáticos promedio de Split (1971−2000 normales, extremas 1948−2020) | Parámetros climáticos promedio de Split (1971−2000 normales, extremas 1948−2020) | Parámetros climáticos promedio de Split (1971−2000 normales, extremas 1948−2020) | Parámetros climáticos promedio de Split (1971−2000 normales, extremas 1948−2020) | Parámetros climáticos promedio de Split (1971−2000 normales, extremas 1948−2020) | Parámetros climáticos promedio de Split (1971−2000 normales, extremas 1948−2020) | Parámetros climáticos promedio de Split (1971−2000 normales, extremas 1948−2020) | Parámetros climáticos promedio de Split (1971−2000 normales, extremas 1948−2020) | Parámetros climáticos promedio de Split (1971−2000 normales, extremas 1948−2020) |
| Mes                                                                              | Ene.                                                                             | Feb.                                                                             | Mar.                                                                             | Abr.                                                                             | May.                                                                             | Jun.                                                                             | Jul.                                                                             | Ago.                                                                             | Sep.                                                                             | Oct.                                                                             | Nov.                                                                             | Dic.                                                                             | Anual                                                                            |
| -------------------------------------------------------------------------------- | -------------------------------------------------------------------------------- | -------------------------------------------------------------------------------- | -------------------------------------------------------------------------------- | -------------------------------------------------------------------------------- | -------------------------------------------------------------------------------- | -------------------------------------------------------------------------------- | -------------------------------------------------------------------------------- | -------------------------------------------------------------------------------- | -------------------------------------------------------------------------------- | -------------------------------------------------------------------------------- | -------------------------------------------------------------------------------- | -------------------------------------------------------------------------------- | -------------------------------------------------------------------------------- |
| Temp. máx. abs. (°C)                                                             | 17.4                                                                             | 22.3                                                                             | 24.3                                                                             | 27.7                                                                             | 33.2                                                                             | 38.1                                                                             | 38.6                                                                             | 38.5                                                                             | 34.2                                                                             | 27.9                                                                             | 25.8                                                                             | 18.6                                                                             | 38.6                                                                             |
| Temp. máx. media (°C)                                                            | 10.3                                                                             | 11.0                                                                             | 13.7                                                                             | 17.4                                                                             | 22.5                                                                             | 26.7                                                                             | 29.8                                                                             | 29.5                                                                             | 25.1                                                                             | 20.0                                                                             | 14.9                                                                             | 11.5                                                                             | 19.4                                                                             |
| Temp. media (°C)                                                                 | 7.9                                                                              | 8.3                                                                              | 10.7                                                                             | 14.3                                                                             | 19.1                                                                             | 23.1                                                                             | 25.9                                                                             | 25.6                                                                             | 21.5                                                                             | 17.1                                                                             | 12.6                                                                             | 9.2                                                                              | 16.3                                                                             |
| Temp. mín. media (°C)                                                            | 5.4                                                                              | 5.5                                                                              | 7.6                                                                              | 10.8                                                                             | 15.2                                                                             | 18.8                                                                             | 21.6                                                                             | 21.5                                                                             | 18.1                                                                             | 14.1                                                                             | 9.9                                                                              | 6.0                                                                              | 12.9                                                                             |
| Temp. mín. abs. (°C)                                                             | -9.0                                                                             | -8.1                                                                             | -6.6                                                                             | 0.3                                                                              | 4.8                                                                              | 9.1                                                                              | 13.0                                                                             | 11.2                                                                             | 8.8                                                                              | 3.8                                                                              | -4.5                                                                             | -6.3                                                                             | -9.0                                                                             |
| Precipitación total (mm)                                                         | 77.3                                                                             | 62.8                                                                             | 63.4                                                                             | 62.6                                                                             | 55.4                                                                             | 49.7                                                                             | 26.3                                                                             | 42.7                                                                             | 71.0                                                                             | 76.5                                                                             | 112.9                                                                            | 103.5                                                                            | 804.1                                                                            |
| Días de lluvias (≥ 1 mm)                                                         | 11                                                                               | 10                                                                               | 10                                                                               | 9                                                                                | 9                                                                                | 9                                                                                | 6                                                                                | 5                                                                                | 7                                                                                | 9                                                                                | 12                                                                               | 12                                                                               | 109                                                                              |
| Días de nevadas (≥ 1 mm)                                                         | 1                                                                                | 2                                                                                | 0                                                                                | 0                                                                                | 0                                                                                | 0                                                                                | 0                                                                                | 0                                                                                | 0                                                                                | 0                                                                                | 0                                                                                | 1                                                                                | 4                                                                                |
| Horas de sol                                                                     | 131.5                                                                            | 147.9                                                                            | 186.8                                                                            | 217.2                                                                            | 273.0                                                                            | 307.4                                                                            | 350.3                                                                            | 324.8                                                                            | 247.3                                                                            | 196.9                                                                            | 130.6                                                                            | 119.3                                                                            | 2633                                                                             |
| Fuente n.º 1: National Meteorological and Hydrological Service (Croatia)         |                                                                                  |                                                                                  |                                                                                  |                                                                                  |                                                                                  |                                                                                  |                                                                                  |                                                                                  |                                                                                  |                                                                                  |                                                                                  |                                                                                  |                                                                                  |
| Fuente n.º 2: World Weather Information Service                                  |                                                                                  |                                                                                  |                                                                                  |                                                                                  |                                                                                  |                                                                                  |                                                                                  |                                                                                  |                                                                                  |                                                                                  |                                                                                  |                                                                                  |                                                                                  |

## Demografía
De acuerdo al censo de 2001 la ciudad de Split contaba con 188 694 ciudadanos, con una proyección de 221 456 para el año 2007, mientras que el área metropolitana cuenta con unos 410 000 habitantes. El condado de Split-Dalmacia en su totalidad tiene 470 000 residentes, constituyendo de este modo su principal núcleo urbano. El 95 % de su población es de origen croata, sus minorías más importantes son los serbios, bosnios, montenegrinos y eslovenos. Existe todavía una muy pequeña minoría italiana, último residuo de la población autóctona de la ciudad en los tiempos de Diocleciano. La religión predominante es la católica, practicada por el 88 % de la población.

## Economía
La economía de Split ha comenzado a recuperarse lentamente de la recesión generada por la transformación en una economía de mercado y la privatización de sus empresas.
Durante la época yugoslava había sido un centro económico de importancia con una moderna y diversa producción industrial que incluía astilleros, alimentos, química, plásticos, textil y papelera. Actualmente la mayoría de las fábricas están cerradas o con escasa producción debido a la antigüedad de las mismas o la falta de mantenimiento, por lo que la ciudad ha estado concentrándose en el comercio y los servicios, dejando a muchos trabajadores industriales desocupados.
La nueva autopista A1 que integra Split con el resto de la red croata de autopistas ha ayudado a estimular la producción y la inversión, con nuevos negocios construyéndose en el centro de la ciudad y sus suburbios expandiéndose intensamente. La producción vitivinícola, el olivar, la pesca y el turismo se han visto beneficiados por su construcción.
Desde 2005 ha venido incrementándose la inversión extranjera y por primera vez los niveles de exportaciones fueron mayores a los de importaciones. Durante 2006 la industria de astilleros contrató nuevos trabajadores y supuso el renacimiento de la antiguamente masiva industria naval de Split.

## Turismo

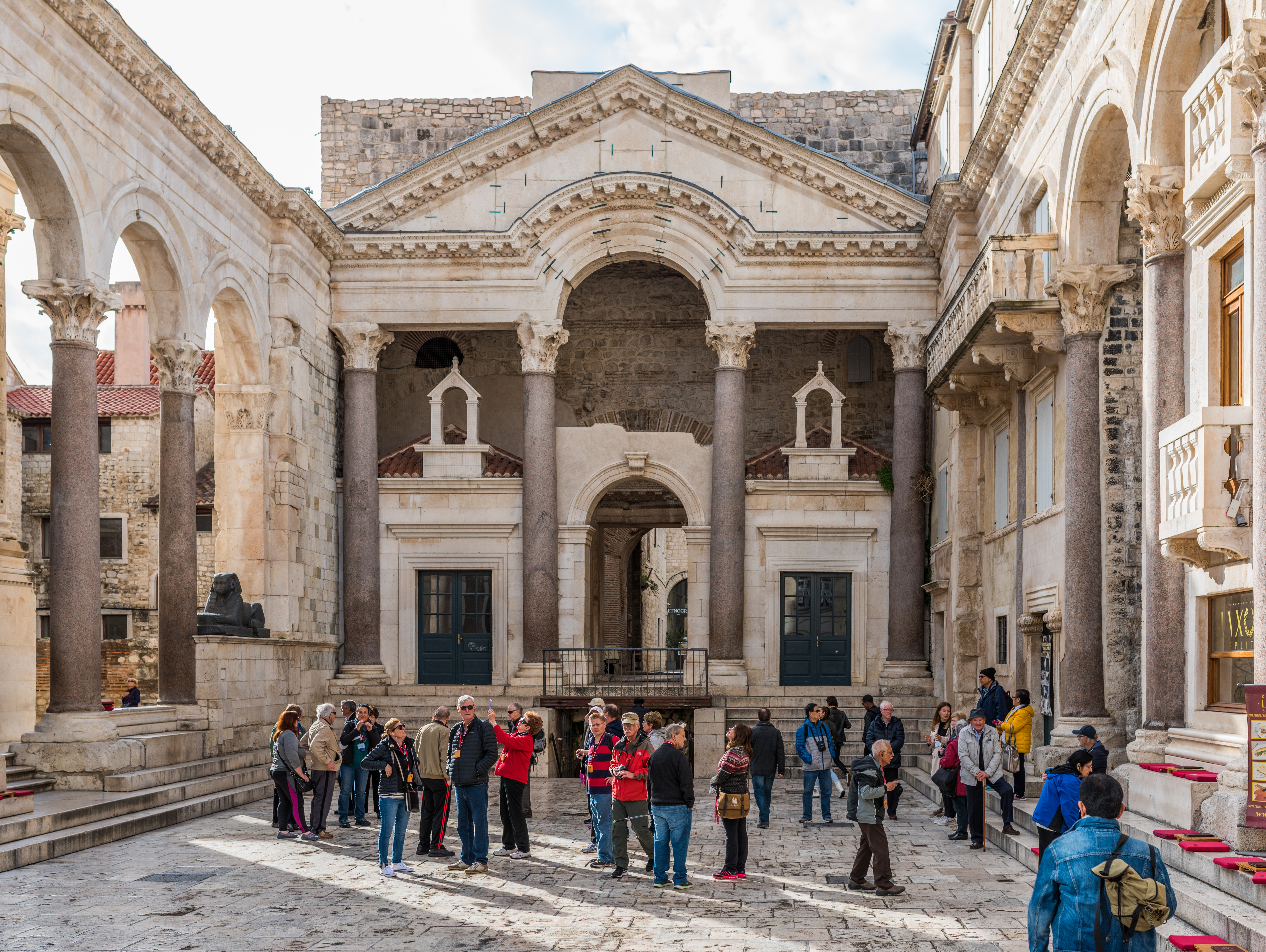
Vista del peristilo, en el palacio de Diocleciano.

Split es una de las grandes ciudades para visitar en Croacia y además de ser una ciudad muy atractiva, nos encontramos ante una ciudad que es fundamental para los turistas que quieren ir a visitar las islas de Croacia, porque suele ser un punto importante para partir. En esta ciudad los visitantes se encontrarán con un ambiente muy agradable, siempre llena de turistas y por supuesto de diferentes lugares de interés para conocer.
Desde aquí se puede por ejemplo hacer una visita en ferry a una de las muchas islas de Croacia; un viaje muy atractivo si se dispone de tiempo. Si el turista prefiere quedarse en la ciudad, descubrirá una buena cantidad de elementos arquitectónicos como palacios e iglesias, por lo que es recomendable quedarse unos días.
Split es un destino muy apropiado para estos últimos días de verano, donde también se puede saborear los ricos platos de la gastronomía croata.

## Cultura
En 1979 la Unesco declaró Patrimonio de la Humanidad el núcleo histórico de Split con el Palacio de Diocleciano. Entre sus edificios de interés están el Palacio de Diocleciano, que ofrece restos arqueológicos muy interesantes como la fortaleza y el Templo de Júpiter. Dentro de este recinto también se encuentra la Catedral de Domnio, antiguo Mausoleo de Diocleciano, en el que destaca el campanario de estilo románico-gótico y sus monumentales puertas de madera con imágenes de la vida de Cristo, obra del maestro Buvina. En Split también destacan los edificios religiosos como el Convento de los Franciscanos, con un bello claustro gótico.
La tradición literaria de Split se remonta a la época medieval, e incluye nombres como Marko Marulić, mientras que en tiempos más modernos Split ha destacado por los autores famosos por su sentido del humor. Entre ellos el más notable es Miljenko Smoje, famoso por su serie de televisión Malo Misto y Velo Misto.
Split también alberga dos importantes museos arqueológicos, uno dedicado a la antigüedad, otro a principios de la época medieval. El aspecto más reconocible de Split es la cultura musical popular. Compositores notables como Ivo Tijardović o Zdenko Runjić; algunos de los músicos más influyentes en la desaparecida Yugoslavia. Hay una gran actividad cultural durante los veranos, cuando se celebra el prestigioso Festival de Música de Split, seguido por el festival de cine de verano de Split (Splitsko ljeto).

## Transportes

### Rutas y autopistas
Split es un importante centro de transporte para Dalmacia y las regiones cercanas. Además de la autopista A1 que la conecta con Zagreb, la ciudad recibe todo el tráfico automotor de la costa del Adriático por la ruta 8, que va desde Dubrovnik hasta Zadar. El tránsito urbano se mueve sobre una serie de autovías y avenidas que permiten alcanzar rápidamente cualquier punto de Split.

### Transporte público
El transporte público es mayormente brindado por autobuses, ya que la ciudad se torna complicada para la construcción de trenes o tranvías, debido a su geografía, caracterizada por colinas. El servicio automotor es ofrecido por la empresa Promet Split. La ciudad de Split es el punto más austral de la red ferroviaria de Croacia, recibiendo servicios diésel desde distintos puntos del país. La conexión con Zagreb tarda unas 5 horas, siendo por esto poco utilizado contrastando con la mayor velocidad del transporte mediante automóvil. El servicio suburbano de trenes tiene una sola línea que va desde la estación central ubicada en la bahía hasta Kaštela. Se espera que esta línea de una sola vía diésel sea transformada en doble vía eléctrica con nuevos trenes de piso bajo para el año 2010. Más adelante se espera extenderla hasta Trogir y Seget Donji, pasando por el renovado Aeropuerto de Split. Se está estudiando la posibilidad de construir un pequeño tren subterráneo en el centro de la ciudad para el año 2012.

### Aéreo
El Aeropuerto de Split ubicado en la vecina ciudad de Kaštela es el segundo mayor de Croacia en número de pasajeros transportados después del aeropuerto de Zagreb, en 2007 el aeropuerto prestó servicios a 1 190 551 pasajeros. Brinda conexiones a Zagreb, Londres, Fráncfort del Meno y al Aeropuerto de Colonia/Bonn en Alemania, así como numerosos destinos de temporada en los meses de verano. El aeropuerto fue remodelado en 2019.

### Marítimo
El puerto de pasajeros de Split es uno de los más importantes del Mediterráneo, con servicios diarios a Rijeka, Dubrovnik y Ancona en Italia. Durante la temporada de verano se suman diversos destinos, principalmente italianos, entre ellos la ciudad de Pescara. El puerto constituye el único enlace con muchas de las islas dálmatas centrales, como Brac, Hvar, Šolta, Vis, Korčula, Lastovo y varias más. El servicio es prestado por las compañías navieras Jadrolinija y Split Tours.

## Deportes
Tradicionalmente, los deportistas han tenido alta consideración en Split, y la ciudad es famosa por la producción de muchos campeones.

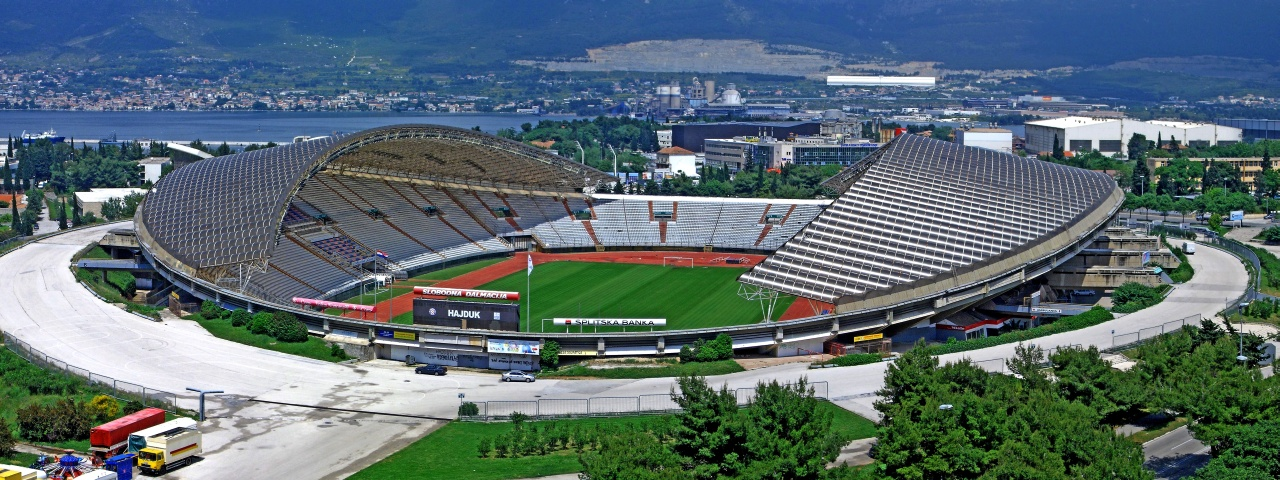
Poljud Stadium, estadio más famoso de Split. Es el estadio del club Hajduk Split.

El principal deporte es el fútbol y su principal club es el HNK Hajduk Split, posiblemente el club más popular en Croacia, mientras que RNK Split es el segundo club de la ciudad. El mayor estadio de fútbol es el estadio Poljud, con capacidad de 35.000 (55.000 antes de la renovación de una plaza). El baloncesto también es un deporte muy popular, y el club de baloncesto de la ciudad es el KK Split (antiguamente Jugoplastika Split), tiene el récord de ganar la Euroliga tres veces consecutivas (1989-1991), con notables jugadores como Toni Kukoč y Dino Rađa ambos nacidos en Split.
Split es famosa por sus estrellas de tenis, como los campeones de Wimbledon Goran Ivanišević y Mario Ančić.
Split fue una de las ciudades anfitrionas del Campeonato Mundial de Balonmano Masculino de 2009. Para ello fue construido el Spaladium Arena con una capacidad de 13 000 espectadores. El coste del estadio se dividió uniformemente entre la ciudad y el gobierno.
El picigin es un deporte tradicional local (que tiene su origen en 1908), se práctica en la famosa playa de arena Bačvice. Es tradición jugar a picigin el día de Año Nuevo, independientemente de las condiciones meteorológicas, a pesar de que la temperatura del mar raramente es superior a 10 °C.
| Predecesor: Argel | Ciudad Mediterránea 1979 | Sucesor: Casablanca |

## Ciudades hermanadas
- Ancona (Italia)
- Antofagasta (Chile)
- Bandar Lampung (Indonesia)
- Bet Shemesh (Israel)
- Charlottenburg-Wilmersdorf (Alemania)
- Cockburn (Australia)
- Dover (Reino Unido)
- Gladsaxe (Dinamarca)
- Iquique (Chile)
- Mostar (Bosnia y Herzegovina)
- Odesa (Ucrania)
- Ostrava (República Checa)
- Pescara (Italia)
- Punta Arenas (Chile)
- Štip (Macedonia del Norte)
- Trondheim (Noruega)
- Velenje (Eslovenia)